# 4223 Shikoku
A 4223 Shikoku (ideiglenes jelöléssel 1988 JM) a Naprendszer kisbolygóövében található aszteroida. Tsutomu Seki fedezte fel 1988. május 7-én.